# Nko'o
Nko'oyyyu est un village de la région mmune) de Ngog-Mapubi et le département du Nyong-et-Kéllé, il est situé à proximité des localités de Ngog Bassong et Ngog-Mapubi. 

## Climat
Le climat de Nko'o est tropical avec de fortes précipitations d'une moyenne de 2 121 mm et une température moyenne annuelle de 23,0 °C.